# Emily Seebohm
Emily Jane Seebohm (Adelaida, 5 de junio de 1992) es una deportista australiana que compite en natación, especialista en el estilo espalda.
Participó en cuatro Juegos Olímpicos de Verano, obteniendo en total siete medallas: oro en Pekín 2008, 4 × 100 m estilos, tres en Londres 2012, oro en 4 × 100 m libre y plata en 100 m espalda y 4 × 100 m estilos, plata en Río de Janeiro 2016, 4 × 100 m estilos, y dos en Tokio 2020, oro en 4 × 100 m estilos y bronce en 200 m espalda.
Ganó doce medallas en el Campeonato Mundial de Natación entre los años 2007 y 2019, diez medallas en el Campeonato Mundial de Natación en Piscina Corta entre los años 2014 y 2018, y doce medallas en el Campeonato Pan-Pacífico de Natación entre los años 2010 y 2018.
En 2009 fue condecorada con la Medalla de la Orden de Australia (OAM).
En 2022 participó en el reality show de Network 10 I'm a Celebrity...Get Me Out of Here!

## Palmarés internacional
| Juegos Olímpicos                    | Juegos Olímpicos        | Juegos Olímpicos  | Juegos Olímpicos  |
| Año                                 | Lugar                   | Medalla           | Prueba            |
| ----------------------------------- | ----------------------- | ----------------- | ----------------- |
| 2008                                | Pekín (China)           | Medalla de oro    | 4 × 100 m estilos |
| 2012                                | Londres (Reino Unido)   | Medalla de oro    | 4 × 100 m libre   |
| 2012                                | Londres (Reino Unido)   | Medalla de plata  | 100 m espalda     |
| 2012                                | Londres (Reino Unido)   | Medalla de plata  | 4 × 100 m estilos |
| 2016                                | Río de Janeiro (Brasil) | Medalla de plata  | 4 × 100 m estilos |
| 2020                                | Tokio (Japón)           | Medalla de oro    | 4 × 100 m estilos |
| 2020                                | Tokio (Japón)           | Medalla de bronce | 200 m espalda     |
| Campeonato Mundial                  |                         |                   |                   |
| Año                                 | Lugar                   | Medalla           | Prueba            |
| 2007                                | Melbourne (Australia)   | Medalla de oro    | 4 × 100 m estilos |
| 2009                                | Roma (Italia)           | Medalla de plata  | 4 × 100 m estilos |
| 2009                                | Roma (Italia)           | Medalla de bronce | 100 m espalda     |
| 2013                                | Barcelona (España)      | Medalla de plata  | 100 m espalda     |
| 2013                                | Barcelona (España)      | Medalla de plata  | 4 × 100 m estilos |
| 2015                                | Kazán (Rusia)           | Medalla de oro    | 100 m espalda     |
| 2015                                | Kazán (Rusia)           | Medalla de oro    | 200 m espalda     |
| 2015                                | Kazán (Rusia)           | Medalla de oro    | 4 × 100 m libre   |
| 2015                                | Kazán (Rusia)           | Medalla de bronce | 4 × 100 m estilos |
| 2017                                | Budapest (Hungría)      | Medalla de oro    | 200 m espalda     |
| 2017                                | Budapest (Hungría)      | Medalla de bronce | 100 m espalda     |
| 2017                                | Budapest (Hungría)      | Medalla de bronce | 4 × 100 m estilos |
| Campeonato Mundial en Piscina Corta |                         |                   |                   |
| Año                                 | Lugar                   | Medalla           | Prueba            |
| 2014                                | Doha (Catar)            | Medalla de plata  | 50 m espalda      |
| 2014                                | Doha (Catar)            | Medalla de plata  | 100 m espalda     |
| 2014                                | Doha (Catar)            | Medalla de plata  | 200 m espalda     |
| 2014                                | Doha (Catar)            | Medalla de plata  | 4 × 100 m estilos |
| 2014                                | Doha (Catar)            | Medalla de bronce | 100 m estilos     |
| 2016                                | Windsor (Canadá)        | Medalla de plata  | 100 m estilos     |
| 2016                                | Windsor (Canadá)        | Medalla de bronce | 200 m espalda     |
| 2016                                | Windsor (Canadá)        | Medalla de bronce | 4 × 100 m estilos |
| 2018                                | Hangzhou (China)        | Medalla de bronce | 200 m espalda     |
| 2018                                | Hangzhou (China)        | Medalla de bronce | 4 × 50 m libre    |
| Campeonato Pan-Pacífico             |                         |                   |                   |
| Año                                 | Lugar                   | Medalla           | Prueba            |
| 2010                                | Irvine (Estados Unidos) | Medalla de oro    | 100 m espalda     |
| 2010                                | Irvine (Estados Unidos) | Medalla de oro    | 200 m estilos     |
| 2010                                | Irvine (Estados Unidos) | Medalla de plata  | 100 m libre       |
| 2010                                | Irvine (Estados Unidos) | Medalla de plata  | 50 m mariposa     |
| 2010                                | Irvine (Estados Unidos) | Medalla de plata  | 4 × 100 m libre   |
| 2010                                | Irvine (Estados Unidos) | Medalla de plata  | 4 × 100 m estilos |
| 2014                                | Gold Coast (Australia)  | Medalla de oro    | 100 m espalda     |
| 2014                                | Gold Coast (Australia)  | Medalla de oro    | 4 × 100 m estilos |
| 2014                                | Gold Coast (Australia)  | Medalla de plata  | 200 m espalda     |
| 2018                                | Tokio (Japón)           | Medalla de oro    | 4 × 100 m libre   |
| 2018                                | Tokio (Japón)           | Medalla de oro    | 4 × 100 m estilos |
| 2018                                | Tokio (Japón)           | Medalla de plata  | 100 m espalda     |